# Tangyuan
Tangyuan (chinesisch 汤原县, Pinyin Tāngyuán Xiàn) ist ein Kreis der bezirksfreien Stadt Jiamusi (佳木斯市) in der nordostchinesischen Provinz Heilongjiang. Er hat eine Fläche von 3.196 km² und zählt 173.688 Einwohner (Stand: Zensus 2020). Sein Hauptort ist die Großgemeinde Tangyuan (汤原镇).
Die Taowenwanhufu-Stätte (Taowenwanhu fu gucheng 桃温万户府故城) aus der Zeit der Yuan-Dynastie steht seit 2006 auf der Liste der Denkmäler der Volksrepublik China (6-67).